# Palacio Augarten

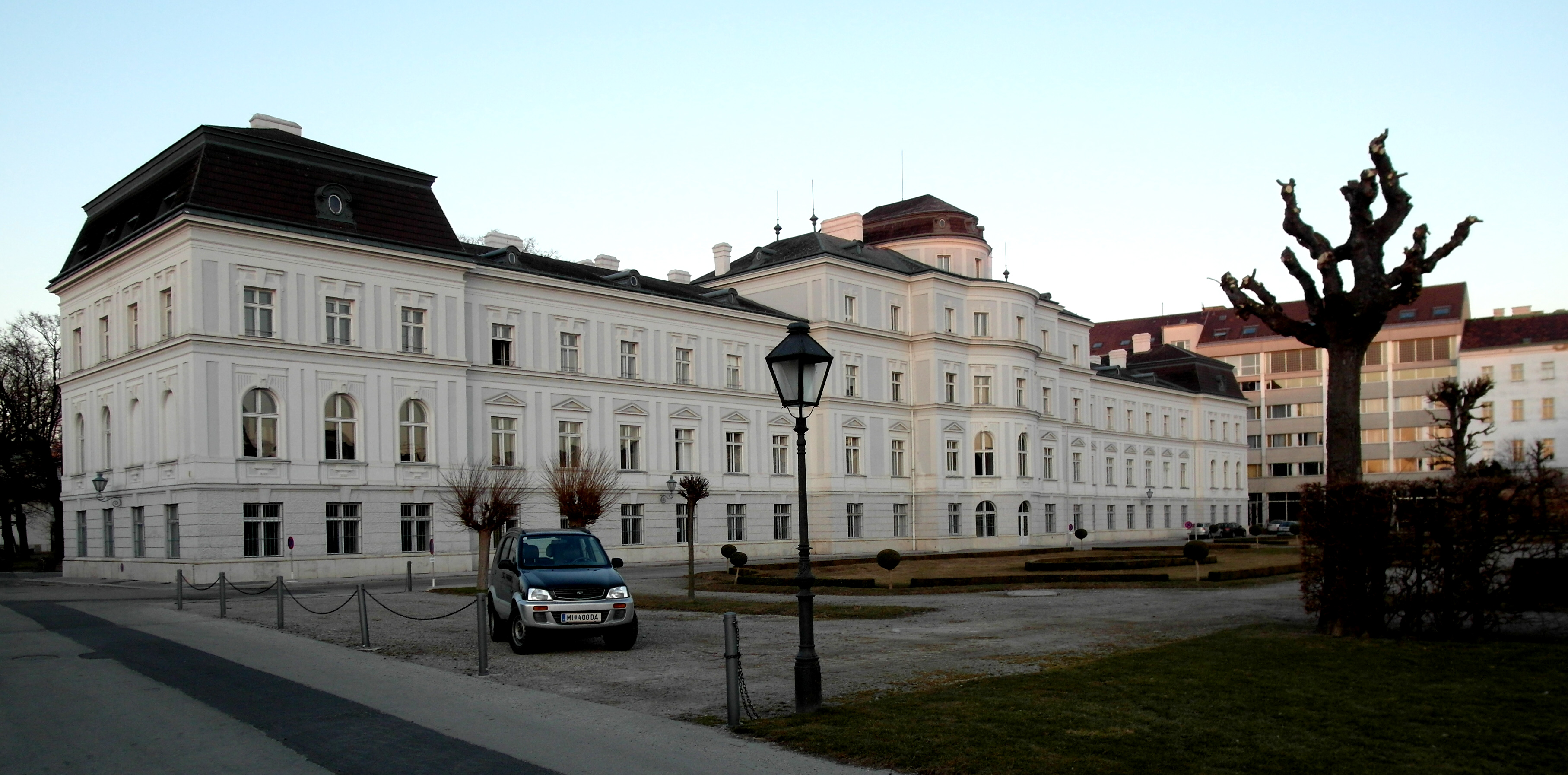
Palacio Augarten.

El Palacio Augarten es un palacio barroco en el barrio de Leopoldstadt, en Viena (Austria). El palacio fue terminado en 1692, bajo la dirección del arquitecto Johann Bernhard Fischer von Erlach, discípulo de Bernini. Su primer propietario fue el empresario Zacharias Leeb, razón por la cual el palacio fue originalmente llamado palacio Leeb. El palacio fue construido en lo que es hoy el parque Augarten, que en aquella época era un coto de caza propiedad de la casa de Habsburgo.

## Historia
Hasta el siglo XVIII, el actual distrito de Leopoldstadt estaba formado por bosques utilizados por el emperador y su corte como coto de caza. En 1614, el emperador Matías construyó un castillo de caza en el lugar. En 1649, el emperador Fernando III añadió unos jardines de estilo holandés. Bajo su sucesor, el emperador Leopoldo I, el área de Augarten vio un aumento de asentamientos por parte de la nobleza y los monjes carmelitas y finalmente se convirtió en parte de Viena. En 1677, Leopoldo I, que dio su nombre al distrito (Ciudad de Leopoldo), añadió un extenso jardín barroco al castillo de caza de sus predecesores. En 1683, durante la Batalla de Viena, las fuerzas turcas utilizaron el área como base militar y, al final de la guerra, los jardines barrocos fueron completamente destruidos.
En 1688, el castillo de caza de Augarten fue vendido al empresario Zacharias Leeb, quien contrató a Johann Bernhard Fischer von Erlach para construir un palacio en el lugar. El parque Augarten siguió siendo posesión del Emperador. El Palacio Augarten se completó en 1692 y originalmente se llamó "Palais Leeb". En las próximas décadas, el palacio fue ampliado y remodelado varias veces, cambiando de propietario más de una vez.
Tras el rediseño de los jardines barrocos del parque en estilo francés bajo el emperador Carlos VI del Sacro Imperio en 1712 por el jardinero Jean Tréhet , se construyeron varios palacios pequeños y grandes. El mayor de ellos fue construido justo antes del final del siglo XVII por Johann Bernhard Fischer von Erlach para regidor Zacarías Leeb. En 1780, este palacio pasó a ser propiedad de José II del Sacro Imperio. Hasta principios del siglo XX, pertenece a la familia imperial de Habsburgo-Lorena. El edificio recibe numerosas celebraciones en las que participan Richard Wagner, Franz Liszt o Hans Makart.
La fiesta más grande en el Palacio Augarten tiene lugar con motivo de la Exposición Universal de Viena de 1873, con los grandes invitados Francisco José I de Austria y Alejandro II de Rusia. En 1897, el palacio fue transformado por Otón Francisco de Habsburgo-Lorena, sobrino del emperador Francisco José. El primero de septiembre de 1903, el Emperador ofrece una cena familiar al rey Eduardo VII del Reino Unido en visita oficial.
Durante la Primera Guerra Mundial, María Josefa de Sajonia, convirtió el palacio Augarten en un hospital militar.
De 1934 a 1936, acogió al canciller federal Kurt von Schuschnigg. Durante la Segunda Guerra Mundial, el edificio sufrió graves daños, pero luego fue completamente restaurado, aún se pueden encontrar algunos de los muebles originales del palacio. En 1948, se confió a los Niños Cantores de Viena el cual es su lugar de ensayo e Internado. Ahí imparten clases desde la guardería a secundaria en un ambiente sosegado y elegante. También se encuentra aquí, la fábrica de porcelana Augarten de Viena. 